# 西蘭開夏 (英國國會選區)
西蘭開夏（英語：West Lancashire），英國國會一郡選區，位於英格蘭西北部蘭開夏西蘭開夏南部，包括奧姆斯柯克和斯凱爾默斯代爾等城鎮。
始於1983年，1992年前是保守黨的選區，此後是工黨的根據地。自2005年當區的議員是蘿絲瑪麗·庫珀。她在2010年大選中以45.1%選票勝出該區連任。